# Solenocera crassicornis
Solenocera crassicornis är en kräftdjursart som först beskrevs av H. Milne Edwards 1837.  Solenocera crassicornis ingår i släktet Solenocera och familjen Solenoceridae. Inga underarter finns listade i Catalogue of Life.